# Ned Dennehy
Ned Dennehy (8 dicembre 1965) è un attore irlandese.
Ha recitato in svariate produzioni cinematografiche e televisive.

## Filmografia parziale

### Cinema
- The General, regia di John Boorman (1998)
- Il regno del fuoco (Reign of Fire), regia di Rob Bowman (2002)
- Veronica Guerin - Il prezzo del coraggio (Veronica Guerin), regia di Joel Schumacher (2003)
- King Arthur (King Arthur), regia di Antoine Fuqua (2004)
- Prison Escape (The Escapist), regia di Rupert Wyatt (2008)
- Perrier's Bounty, regia di Ian Fitzgibbon (2009)
- Sherlock Holmes, regia di Guy Ritchie (2009)
- Harry Potter e i Doni della Morte - Parte 1 (Harry Potter and the Deathly Hallows - Part 1), regia di David Yates (2010)
- Robin Hood, regia di Ridley Scott (2010)
- Tirannosauro (Tyrannosaur), regia di Paddy Considine (2011)
- The Eagle, regia di Kevin Macdonald (2011)
- Jane Eyre, regia di Cary Fukunaga (2011)
- Blitz, regia di Elliott Lester (2011)
- Anonymous, regia di Roland Emmerich (2011)
- Una folle passione (Serena), regia di Susanne Bier (2014)
- L'angelo della morte (The Woman in Black: Angel of Death), regia di Tom Harper (2014)
- Child 44 - Il bambino n. 44 (Child 44), regia di Daniel Espinosa (2015)
- Rogue One: A Star Wars Story, regia di Gareth Edwards (non accreditato) (2016)
- Mandy (Mandy), regia di Panos Cosmatos e Casper Kelly (2018)
- Guns Akimbo, regia di Jason Lei Howden (2019)
- Pixie, regia di Barnaby Thompson (2020)
- Alice e Peter (Come Away), regia di Brenda Chapman (2020)
- The Thicket, regia di Elliott Lester (2024)

### Televisione
- Titanic - Nascita di una leggenda (Titanic: Blood and Steel) – miniserie TV, 1 puntata (2012)
- Parade's End – miniserie TV, 3 puntate (2012)
- Luther – serie TV, episodio 3x02 (2013)
- Peaky Blinders – serie TV, 27 episodi (2013-2022)
- Crossing Lines – serie TV, episodio 2x02 (2014)
- Da Vinci's Demons – serie TV, 4 episodi (2014-2015)
- Banished – miniserie TV, 7 puntate (2015)
- Dickensian – serie TV, 13 episodi (2015-2016)
- An Klondike – serie TV, 8 episodi (2015-2017)
- Versailles – serie TV, 4 episodi (2017)
- Glitch - serie TV, 12 episodi (2015-2017)
- Good Omens – serie TV, 5 episodi (2019)
- Outlander – serie TV, 7 episodi (2020-2022)
- Inverso - The Peripheral (The Peripheral) – serie TV, episodi 1x05-1x06-1x07 (2022)
- The Walking Dead: Daryl Dixon – serie TV, episodio 1x02 (2023)
- Il re d'inverno - Artù, dal mito alla leggenda (The Winter King) - serie TV, episodio 1x10 (2023)
- Rapina e fuga (Culprits) – serie TV, 7 episodi (2023)
- Shōgun – serie TV, episodio 1x01 (2024)
- The Head – serie TV, 5 episodi (2024-2025)

## Doppiatori italiani
Nelle versioni in italiano delle opere in cui ha recitato, Ned Dennehy è stato doppiato da:
- Gianni Giuliano in Versailles, Shōgun
- Antonio Palumbo in Luther, The Walking Dead: Daryl Dixon
- Angelo Nicotra in Peaky Blinders (st. 1-3)
- Stefano Alessandroni in Peaky Blinders (st. 4-6)
- Franco Mannella in Good Omens
- Luca Biagini in Guns Akimbo
- Emanuele Durante in Outlander
- Ennio Coltorti in Inverso - The Peripheral
- Alberto Bognanni in Rapina e fuga